# Henry Motego
Henry Motego (ur. 21 maja 1964) – kenijski piłkarz grający na pozycji napastnika. W swojej karierze rozegrał 26 meczów i strzelił 7 goli w reprezentacji Kenii.

## Kariera klubowa
Swoją karierę piłkarską Motego rozpoczął w klubie Shabana FC. W 1984 roku zadebiutował w nim. W 1989 roku przeszedł do Kenya Breweries i w tym samym sezonie zdobył z nim Puchar Kenii. W 1991 roku przeszedł do omańskiego Al-Orouba SC, a w 1992 wrócił do Kenya Breweries (zwanym od 1992 Tusker Nairobi). Grał w nim do końca kariery, czyli do 2000 roku. W sezonach 1994, 1996, 1999 i 2000 wywalczył cztery mistrzostwa Kenii, a w sezonie 1993 zdobył też Puchar Kenii.

## Kariera reprezentacyjna
W reprezentacji Kenii Motego zadebiutował 16 grudnia 1987 roku w wygranym 3:2 meczu Pucharu CECAFA 1987 z Tanzanią, rozegranym w Addis Abebie i w debiucie strzelił gola. W 1988 roku powołano go do kadry na Puchar Narodów Afryki 1988. Wystąpił na nim dwukrotnie, w grupowych meczach z Nigerią (0:3) i z Kamerunem (0:0).
W 1990 roku Motego był podstawowym zawodnikiem Kenii podczas Pucharu Narodów Afryki 1990. Na tym turnieju zagrał w trzech meczach grupowych: z Senegalem (0:0), z Zambią (0:1) i z Kamerunem (0:2).
W 1992 roku Motego powołano do kadry na Puchar Narodów Afryki 1992, jednak nie wystąpił w nim ani razu. Od 1987 do 1996 wystąpił w kadrze narodowej 26 razy i strzelił 7 goli.